# Sunggak
Sunggak is een bestuurslaag in het regentschap Kepulauan Anambas van de provincie Riau-archipel, Indonesië. Sunggak telt 239 inwoners (volkstelling 2010).